# シッド・エイベル

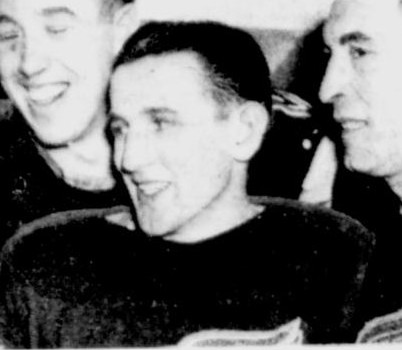

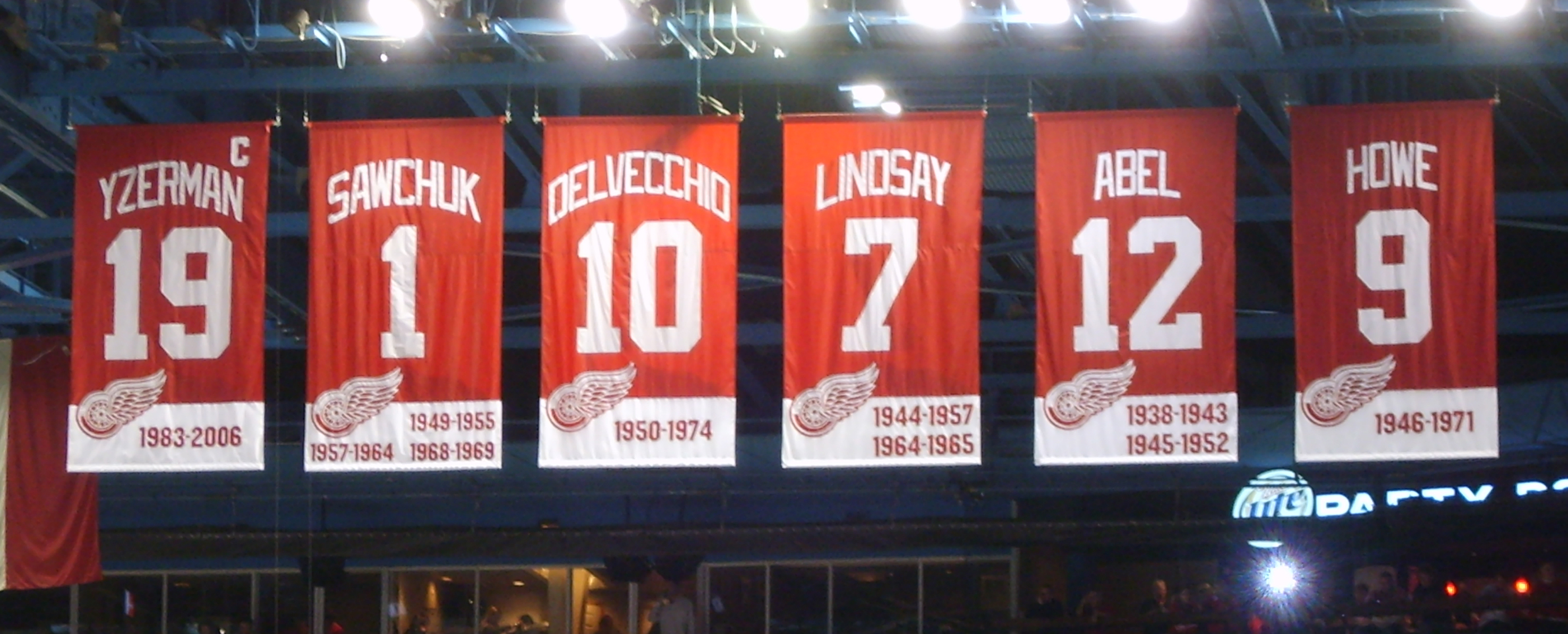
レッドウィングスの本拠地に掲げられたバナー

シッド・エイベル（Sidney Gerald "Sid" Abel、1918年2月18日 - 2000年2月7日）は、カナダ連邦サスカチュワン州メルヴィル (Melville) 生まれのプロアイスホッケー選手である。
NHLでは1938-1939シーズンから1953-1954シーズンまでデトロイト・レッドウィングス及びシカゴ・ブラックホークスに所属し、3度のスタンレー・カップ優勝を経験した。引退後はコーチを務めた。1969年にホッケーの殿堂入りを果たしている。
愛称は"オールド・ブート・ノーズ"("Old Boot nose")。モントリオール・カナディアンズのモーリス・リシャールを嘲弄したところ、リシャールからパンチを受け、鼻骨骨折したエピソードから）。

## 経歴
ジュニア時代を Saskatoon Wesley 及び Flin Flon Bombers でプレイ後、1938年にレッドウィングスに入団する。プロ1年目、2年目は、NHLではそれぞれ15試合、24試合に出場したのみで、主にAHLのピッツバーグ、デトロイト、インディアナポリスなどでプレーした。3年目からはNHLに定着し、4年目にはレッドウィングスのセンター（当時のウイングは、Don Grosso 、Eddie Wares ）として活躍し、また、24歳でキャプテンに就任しスタンレー・カップ優勝に貢献した。
1943-1944、1944-1945シーズンは、第二次世界大戦によりモントリオールおよびイギリスで兵役に就いたため、NHLへの出場記録はない。
終戦後の1946年からは、エイベルは同じく殿堂入りを果した右ウィングのゴーディ・ハウおよび左ウイングのテッド・リンジーとともに組んだ、いわゆる「プロダクション・ライン」の司令塔として活躍した。
1952年7月22日には、エイベルの絶頂期が過ぎたと見たレッドウィングスのマネージャー、ジャック・アダムスによって金銭によるトレードでブラックホークスに移籍し、2シーズンは選手兼コーチを務めた。これにより、後進に対する指導の仕事にも面白さを見出したといわれる。1957-1958シーズンに再びレッドウィングスに返り咲き、前コーチ、ジミー・スキナー (Jimmy Skinner) の病によってコーチを引き継いだ。また、1962-1963シーズンからはチームのGMに就任し、1969-1970シーズンまで同職にあった。
その後、1971年からは短期間ロサンゼルス・キングスのスカウトとして過ごし、同年から1974年までセントルイス・ブルースのGMであった。さらに1974-1975シーズンは、カンザスシティ・スカウツのGMを務めた。
また、1970年代、1980年代を通じレッドウィングス系列のラジオ放送において、コメンテーターであった。

## 詳細情報

### 通算成績
| 1938-1939 | デトロイト・レッドウィングス | NHL     | 15  | 1   | 1   | 2   | 0   | 6  | 1  | 1  | 2  | 2  |
| 1939-1940 | デトロイト・レッドウィングス | NHL     | 24  | 1   | 5   | 6   | 4   | 5  | 0  | 3  | 3  | 21 |
| 1940-1941 | デトロイト・レッドウィングス | NHL     | 47  | 11  | 22  | 33  | 29  | 9  | 2  | 2  | 4  | 2  |
| 1941-1942 | デトロイト・レッドウィングス | NHL     | 48  | 18  | 31  | 49  | 45  | 12 | 4  | 2  | 6  | 8  |
| 1942-1943 | デトロイト・レッドウィングス | NHL     | 49  | 18  | 24  | 42  | 33  | 10 | 5  | 8  | 13 | 4  |
| 1945-1946 | デトロイト・レッドウィングス | NHL     | 7   | 0   | 2   | 2   | 0   | 3  | 0  | 0  | 0  | 0  |
| 1946-1947 | デトロイト・レッドウィングス | NHL     | 60  | 19  | 29  | 48  | 29  | 3  | 1  | 1  | 2  | 2  |
| 1947-1948 | デトロイト・レッドウィングス | NHL     | 60  | 14  | 30  | 44  | 69  | 10 | 0  | 3  | 3  | 16 |
| 1948-1949 | デトロイト・レッドウィングス | NHL     | 60  | 28  | 26  | 54  | 49  | 11 | 3  | 3  | 6  | 6  |
| 1949-1950 | デトロイト・レッドウィングス | NHL     | 69  | 34  | 35  | 69  | 46  | 14 | 6  | 2  | 8  | 6  |
| 1950-1951 | デトロイト・レッドウィングス | NHL     | 69  | 23  | 38  | 61  | 30  | 6  | 4  | 3  | 7  | 0  |
| 1951-1952 | デトロイト・レッドウィングス | NHL     | 62  | 17  | 36  | 53  | 32  | 7  | 2  | 2  | 4  | 12 |
| 1952-1953 | シカゴ・ブラックホークス     | NHL     | 39  | 5   | 4   | 9   | 6   | 1  | 0  | 0  | 0  | 0  |
| 1953-1954 | シカゴ・ブラックホークス     | NHL     | 3   | 0   | 0   | 0   | 4   | -  | -  | -  | -  | -  |
| NHL合計   | NHL合計                      | NHL合計 | 612 | 189 | 283 | 472 | 376 | 97 | 28 | 30 | 58 | 79 |

### 表彰
- オールスター第1チーム選抜（1949年、1950年）
- オールスター第2チーム選抜（1942年、1951年）
- ハート記念賞（1949年）